# Adrián González (voetballer)
Adrián González Morales (Madrid, 25 mei 1988) is een Spaans voetballer die doorgaans als middenvelder speelt. Hij verruilde SD Eibar in juli 2017 transfervrij voor Málaga CF. Adrián González is een zoon van voormalig voetballer Míchel.

## Clubvoetbal
Van 2006 tot 2008 speelde Adrián González voor Real Madrid Castilla, het tweede elftal van de club. Zijn officiële debuut in het eerste elftal maakte de middenvelder niet. Wel werd hij in december 2006 opgeroepen door trainer Fabio Capello voor de UEFA Champions League-wedstrijd tegen Dynamo Kiev. Op 22 december 2006 speelde Adrián González als invaller tegen Atlético Madrid op het Memorial Gil y Gil. Vanwege geringe speelkansen voor het seizoen 2007/2008 vertrok hij in augustus 2007 voor een half jaar op huurbasis naar Celta de Vigo. In de tweede seizoenshelft volgde een uitleenbeurt aan Gimnàstic de Tarragona. Bij beide clubs kwam hij uit in de Segunda División A. In 2008 vertrok hij definitief bij Real en tekende bij Getafe CF. Twee jaar later vertrok hij naar Racing Santander. Daar speelde hij meer dan competitiewedstrijden voor Racing Santander. In 2012 tekende de Spanjaard bij Rayo Vallecano. Hier bleef hij twee jaar. Vervolgens verkaste de middenvelder naar Elche CF. Op 27-jarige leeftijd werd hij overgenomen door SD Eibar, waar hij een driejarig contract tekende in de zomer van 2015.

## Interlandcarrière
In 2007 nam Adrián González met Spanje deel aan het WK –20 in Canada.